# الشرفا المرابطين (تازارين)
الشرفا المرابطين هي إحدى مشيخات المملكة المغربية، تتبع جغرافيا لإقليم زاكورة وإداريًا لتازارين. يقدر عدد سكانها بـ 3355 نسمة حسب الإحصاء الرسمي للسكان والسكنى لسنة 2004.